# De Mooriaan
De Mooriaan is de bijnaam van een grote cacaofabriek aan de Veerdijk te Wormer, die sinds 2015 deel uitmaakt van het  Singaporese grondstoffenconcern en staatsfonds Olam International.
De fabriek is onder meer bekend van de enkele cacaobranden die het bedrijf teisterden.
De Mooriaan maakte jarenlang deel uit van Cacao de Zaan die later werd overgenomen door het Amerikaanse concern ADM (Archer Daniels Midland).